# Vlag van Zinnik
De vlag van Zinnik is op onbekende datum bij raadsbesluit vastgesteld als de vlag van de Henegouwse gemeente Zinnik. De vlag kan als volgt worden beschreven:
Twee even lange banen van groen en van wit.
De kleuren van de vlag zijn afkomstig uit het wapen van het Huis Lotharingen, het linke deel van het gemeentewapen.
Volgens Raad van Heraldiek en Vexillologie (Frans: Conseil d’héraldique et de vexillologie) meldt een andere vlag met groen en een wit kruis, die niet in gebruik lijkt te zijn. Dat is gelijk van het Huis Lotharingen, het linke deel van het gemeentewapen.

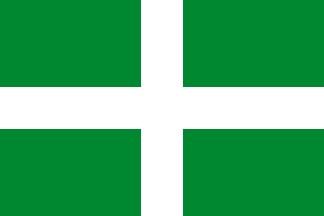
Vlag volgens de Raad van Heraldiek en Vexillologie
Wapen van het Huis Lotharingen (?).